# Нігинська товтра
Ні́гинська то́втра — ботанічний заказник місцевого значення в Україні. Розташований у межах Кам'янець-Подільського району Хмельницької області, на північний схід від села Нігин. 
Площа 3,5 га. Статус надано згідно з рішенням облвиконкому від 19.10.1988 року № 153. Перебуває у віданні Нігинської сільської ради. 
Статус надано з метою збереження товтри (частина Товтрового кряжу), на якій зростають рідкісні види степової рослинності, в тому числі: волошка східна, цибуля подільська та інші. 
Входить до складу національного природного парку «Подільські Товтри».

## Галерея

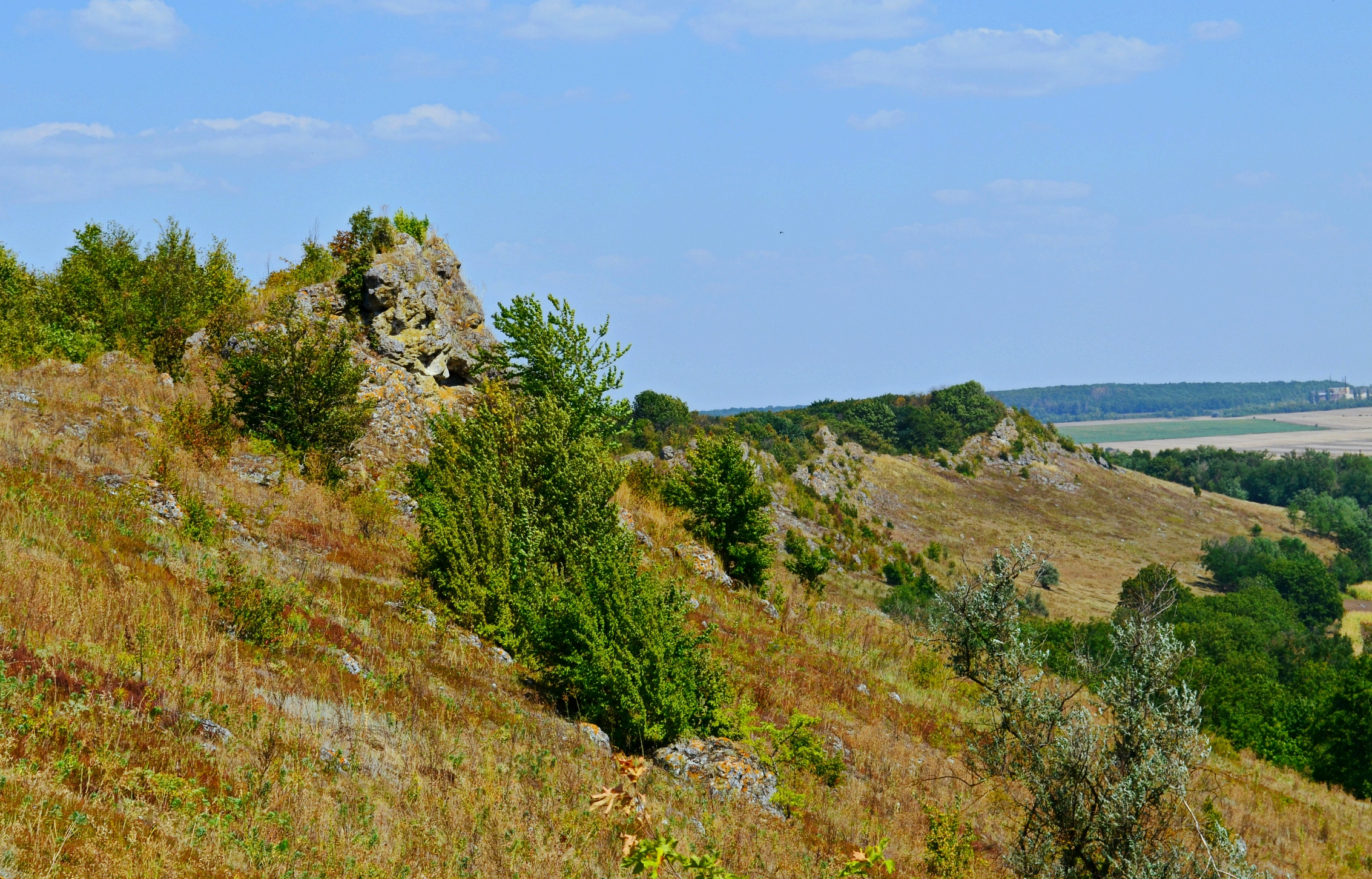
Нігинські Товтри у красі
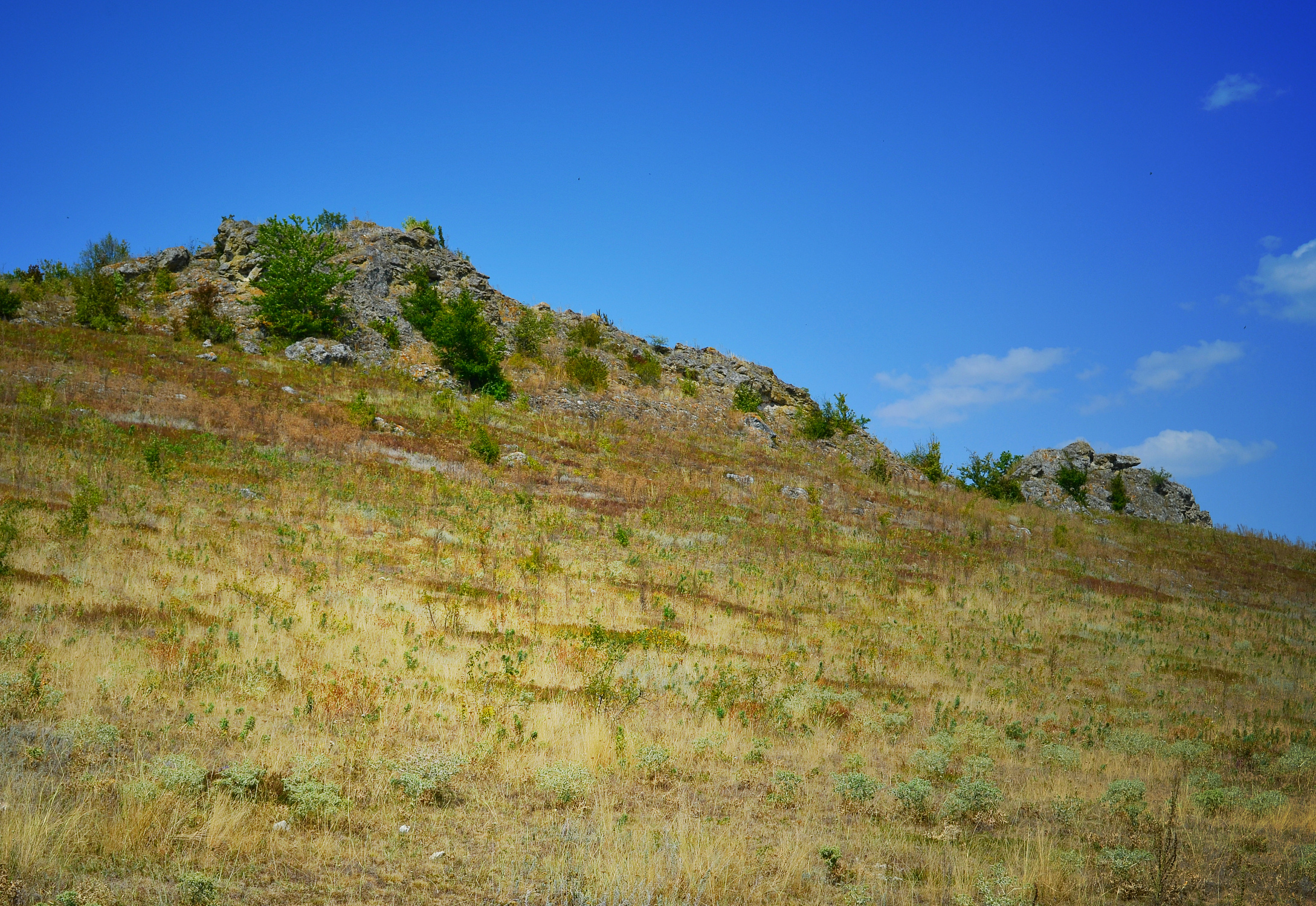
Нігинські Товтри
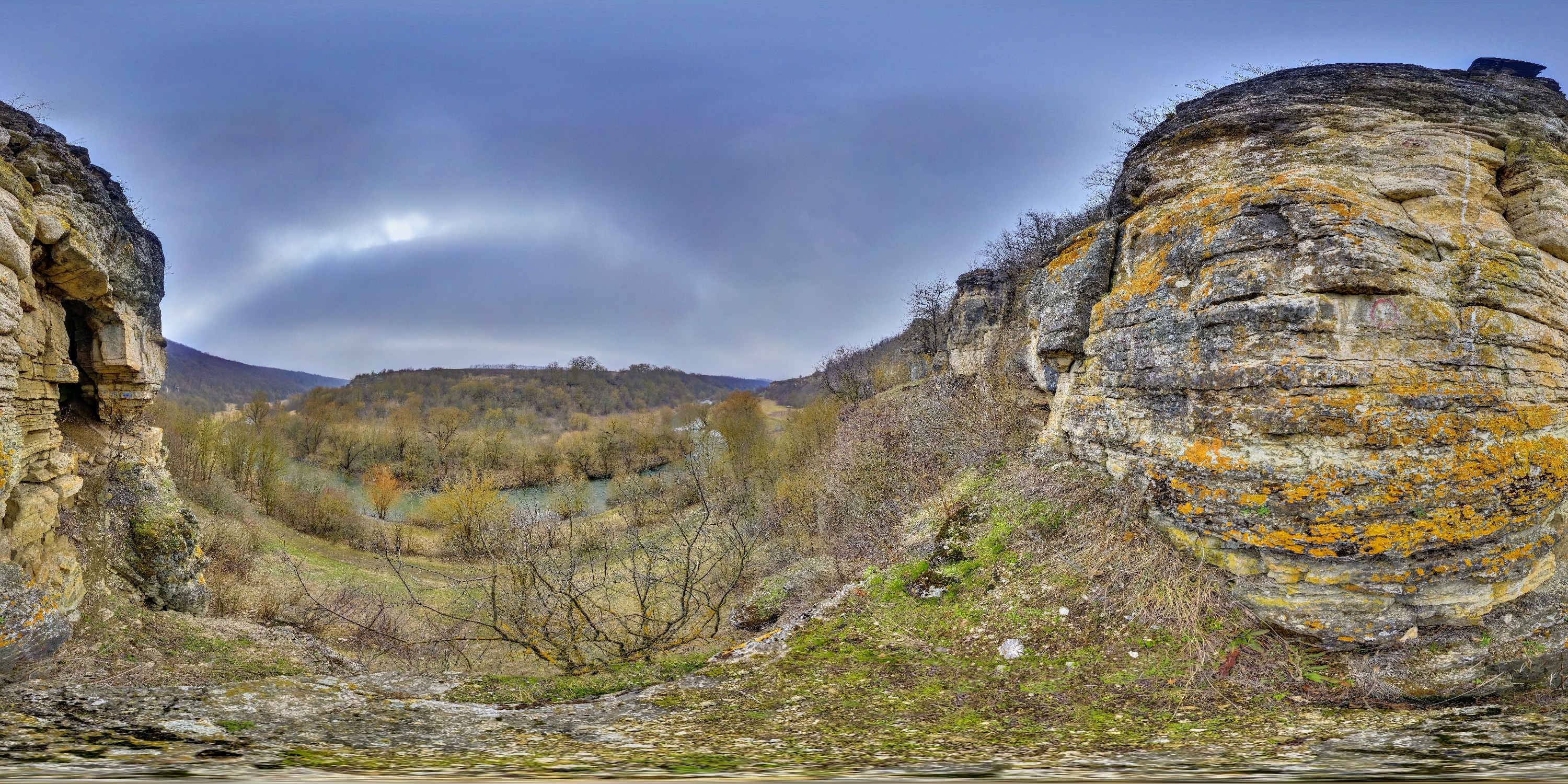
Печери Нігинських Товтр